# 野口裕也
野口 裕也（のぐち ゆうや、1986年8月31日 - ）は、日本のラグビーユニオン選手。

## プロフィール
- 埼玉県出身。
- ポジションはスタンドオフ(SO)。
- 身長 173cm、体重 90kg
- ニックネームはノグ。
- ジュニア・ジャパンに選ばれたことがある[1]。

## 略歴
中学1年生からラグビーを始めた。
2005年、正智深谷高校卒業後、三洋電機ワイルドナイツ（現・パナソニック ワイルドナイツ）に加入。
2009年12月13日に行われたジャパンラグビートップリーグ第10節のNECグリーンロケッツ戦にて先発出場で公式戦初出場を果たす。
2016年、キヤノンイーグルスに加入。
2019年、キヤノンイーグルスを退団した。
2020年、大東文化大学ラグビー部　BKコーチ就任